# Tuanku Nur Zahirah
Tuanku Nur Zahirah (Alor Setar, 7 dicembre 1973) è l'attuale sultana di Terengganu dal 1998 ed è stata Raja Permaisuri Agong della Malaysia dal 2006 al 2011.

## Primi anni di vita
Rozita binti Adil Bakeri è nata ad Alor Star, nel Kedah, il 7 dicembre 1973, e ha ricevuto la sua istruzione elementare a Sekolah Kebangsaan St. Nicholas' Convent e quella secondaria alla SMK St. Nicholas' Convent, entrambe nella città natale. Da studentessa è stata bibliotecaria e guida.

## Matrimonio
A Kuala Terengganu, il 28 marzo 1996, ha sposato Tuanku Mizan Zainal Abidin, principe ereditario del Terengganu. Fino all'ascesa al trono del marito era nota come Cik Puan Sri Rozita Adil Bakeri.
Il 19 luglio 1998, dopo che Tuanku Mizan è stato proclamato Sultano di Terengganu, le è stato concesso il titolo di Permaisuri Nur Zahirah. Più tardi, il 5 giugno 2006, il titolo è stato cambiato in sultana, in conformità con i desideri del sovrano.
Le sono state concesse tre onorificenze del sultanato.
La coppia reale ha quattro figli:
- Yang Amat Mulia Tengku Nadhirah Zaharah (nata il 18 dicembre 1996);
- Duli Yang Teramat Mulia Tengku Muhammad Ismail, il principe ereditario (nato il 1º marzo 1998);
- Yang Amat Mulia Tengku Muhammad Mua'az (nato il 22 dicembre 2000);
- Yang Amat Mulia Tengku Fatimatuz Zahra (nata il 19 aprile 2002).

## Hobby e interessi
La regina ama l'arredamento e cura gran parte del design degli interni del palazzo reale. Ama cucinare, soprattutto i piatti preferiti dal marito e dalla famiglia. Tuanku Nur Zahirah ama anche leggere libri, specialmente quelli che trattano del quoziente d'intelligenza e del quoziente emotivo. La Sultana è anche interessata alle arti marziali e alle attività per mantenere il corpo in forma. Trascorre parte del suo tempo libero partecipando a esercizi di aerobica. Le piacciono anche gli sport pesanti, come l'endurance equestre, che è il preferito fra quello praticati dal marito. La Sultana è la sostenitrice numero uno del consorte quando questi prende parte a tali gare localmente o all'estero.

## Contributo sociale
Sua Maestà ha giocato un ruolo importante nella risposta umanitaria al terremoto e maremoto dell'Oceano Indiano del 2004 attraverso la raccolta di donazioni che sono state distribuite con successo alle vittime attraverso i governi dell'Aceh e del Kedah. La lista di generosità del Seri Paduka Baginda Tuanku comprende programmi che la coinvolgono in programmi di assistenza ai poveri e ai bisognosi.
Nel 2006, il Yayasan Diraja Sultan Mizan, una fondazione locale della famiglia reale di Terengganu, attraverso l'Ospedale Nur Zahirah, rappresentata da Sua Maestà, ha distribuito bottiglie di latte per neonati, pompe del seno per le madri e dispositivi per aiutare le persone con problemi di vista.
Sua Maestà è patrona di varie organizzazioni, enti e istituzioni educative dello Stato Terengganu. Queste sono:
- Majlis Kebajikan dan Pembangunan Masyarakat (per il benessere sociale e lo sviluppo);
- Pertubuhan Kebajikan Anak Yatim Terengganu (noto come PERKAYA per il benessere degli orfani);
- Persatuan Hospis Terengganu;
- Persatuan Ibu Bapa dan Guru SK Pusat Bukit Besar, Terengganu;
- Associazione Guide ed Esploratrici di Terengganu.

Sua Maestà è anche Cancelliere della Università Sultano Zainal Abidin di Terengganu.
Un altro importante risultato è il Tadika An Nur, una scuola materna ben definita e introdotta dal Seri Paduka Baginda Tuanku. Questa scuola è nata dall'intenzione di dare una prima forma di istruzione ai propri figli. Attualmente è patrona della scuola, che è stata aperta al pubblico.

## Curiosità
Tuanku Nur Zahirah è la seconda Raja Permaisuri Agong dopo Permaisuri Siti Aishah di Selangor che indossa il velo (tudong) quotidianamente. È anche la terza donna di origini non reali ad essere diventata Raja Permaisuri Agong, dopo Tuanku Bainun binti Mohamad Ali di Perak e Tuanku Permaisuri Siti Aishah di Selangor.